# The Bad Touch
The Bad Touch is een nummer van de Amerikaanse alternatieve rockband Bloodhound Gang. Het nummer werd op 3 september 1999 uitgebracht als eerste single van het derde studioalbum Hooray for Boobies, dat in Europa in oktober van dat jaar werd uitgebracht.

## Achtergrond
De single was een wereldwijde hit, met top 10-noteringen in verschillende landen, en de nummer 1-positie in Duitsland, Italië, Noorwegen, België (Vlaanderen) en Zweden. Het was een van de twintig meest verkochte singles van 2000 in Vlaanderen. In de Eurochart Hot 100 werd de 7e positie behaald.
In Nederland werd de single in de herfst van 1999 veel gedraaid op de landelijke radiozenders en werd een radiohit. De single bereikte de 17e positie in de Nederlandse Top 40 op destijds Radio 538 en de 19e positie in de publieke hitlijst; toentertijd de Mega Top 100 op Radio 3FM.
In België bereikte de single de nummer 1 positie in zowel de Vlaamse Ultratop 50 als de Vlaamse Radio 2 Top 30 en de 10e positie in de Waalse "Ultratip".

## Tekst
De tekst bevat veel verwijzingen naar seks. Het refrein bevat de tekst "You and me baby ain't nothin' but mammals; So let's do it like they do on the Discovery Channel" (Vertaling: "Jij en ik zijn enkel zoogdieren, dus laten we het doen zoals ze het op Discovery Channel doen"). Het verwijst naar de natuurdocumentaires op die zender en de opnamen van paringen tussen dieren. 
De rest van de tekst bevat veel dubbelzinnige verwijzingen naar seks die gebruikmaken van elementen uit de Noord-Amerikaanse populaire cultuur of uit de tweede helft van de jaren 1990. De tekst vermeldt onder andere de restaurantketen Waffle House, de snelheid van de koerierdienst FedEx, de prijs van de aandelen van de Coca-Cola Company, het bordspel Zeeslag en de televisieserie The X-Files. Met de tekst "Put your hands down my pants and I bet you feel nuts" wordt met alledrie de betekenissen van de term "nuts" gespeeld.

## Videoclip
De videoclip werd opgenomen in de zomer van 1999. In de clip zijn de leden van de band te zien in apenpakken met grote oren op verscheidene plaatsen in Parijs, onder andere met de Eiffeltoren op de achtergrond.
De bandleden schieten met blaaspijpen verdovende pijltjes in het lichaam van vier voorbijwandelende vrouwen, die zij dan meenemen. Daarna lokken zij drie Italiaanse koks mee door met een hengel een croissant voor hun neus te laten bengelen. Vervolgens krijgen we twee stereotiep verwijfde homoseksuele mannen te zien in typisch Franse outfit (baret, zwart-witte streepjestrui). De groep ontvoert daarna een dwerg-mimespeler door een vangnet over hem te gooien. De bandleden gooien hem in een kooi waar de andere gevangengenomen personen ook in zitten en vallen dan door de tralies de gevangenen lastig. Naar het einde van het nummer worden de gevangenen uit de kooi gelaten en opgesteld om met de bandleden seksueel suggestieve bewegingen op maat van de muziek te maken. De mimespeler loopt tijdens het dansen weg en wordt door een van de groepsleden (Lupus Thunder), die achter het stuur van een Renault 5 zit, aangereden en op straat achtergelaten.
De scène waarin het homoseksuele koppel door de bandleden met stokbroden op het hoofd worden geslagen en vervolgens ontvoerd, werd na de eerste vertoningen uit de clip geknipt. De Amerikaanse organisatie GLAAD (Gay & Lesbian Alliance Against Defamation) had bij MTV geprotesteerd omdat het een scène waarin gaybashing werd getoond, ongepast achtte.

## Hitnoteringen

### Vlaamse Ultratop 50
| The Bad Touch in de Vlaamse Ultratop 50 - binnen: 4 december 1999 | The Bad Touch in de Vlaamse Ultratop 50 - binnen: 4 december 1999 | The Bad Touch in de Vlaamse Ultratop 50 - binnen: 4 december 1999 | The Bad Touch in de Vlaamse Ultratop 50 - binnen: 4 december 1999 | The Bad Touch in de Vlaamse Ultratop 50 - binnen: 4 december 1999 | The Bad Touch in de Vlaamse Ultratop 50 - binnen: 4 december 1999 | The Bad Touch in de Vlaamse Ultratop 50 - binnen: 4 december 1999 | The Bad Touch in de Vlaamse Ultratop 50 - binnen: 4 december 1999 | The Bad Touch in de Vlaamse Ultratop 50 - binnen: 4 december 1999 | The Bad Touch in de Vlaamse Ultratop 50 - binnen: 4 december 1999 | The Bad Touch in de Vlaamse Ultratop 50 - binnen: 4 december 1999 | The Bad Touch in de Vlaamse Ultratop 50 - binnen: 4 december 1999 | The Bad Touch in de Vlaamse Ultratop 50 - binnen: 4 december 1999 | The Bad Touch in de Vlaamse Ultratop 50 - binnen: 4 december 1999 | The Bad Touch in de Vlaamse Ultratop 50 - binnen: 4 december 1999 | The Bad Touch in de Vlaamse Ultratop 50 - binnen: 4 december 1999 | The Bad Touch in de Vlaamse Ultratop 50 - binnen: 4 december 1999 | The Bad Touch in de Vlaamse Ultratop 50 - binnen: 4 december 1999 | The Bad Touch in de Vlaamse Ultratop 50 - binnen: 4 december 1999 | The Bad Touch in de Vlaamse Ultratop 50 - binnen: 4 december 1999 | The Bad Touch in de Vlaamse Ultratop 50 - binnen: 4 december 1999 | The Bad Touch in de Vlaamse Ultratop 50 - binnen: 4 december 1999 | The Bad Touch in de Vlaamse Ultratop 50 - binnen: 4 december 1999 | The Bad Touch in de Vlaamse Ultratop 50 - binnen: 4 december 1999 | The Bad Touch in de Vlaamse Ultratop 50 - binnen: 4 december 1999 |
| Week                                                              | 1                                                                 | 2                                                                 | 3                                                                 | 4                                                                 | 5                                                                 | 6                                                                 | 7                                                                 | 8                                                                 | 9                                                                 | 10                                                                | 11                                                                | 12                                                                | 13                                                                | 14                                                                | 15                                                                | 16                                                                | 17                                                                | 18                                                                | 19                                                                | 20                                                                | 21                                                                | 22                                                                | 23                                                                |                                                                   |
| ----------------------------------------------------------------- | ----------------------------------------------------------------- | ----------------------------------------------------------------- | ----------------------------------------------------------------- | ----------------------------------------------------------------- | ----------------------------------------------------------------- | ----------------------------------------------------------------- | ----------------------------------------------------------------- | ----------------------------------------------------------------- | ----------------------------------------------------------------- | ----------------------------------------------------------------- | ----------------------------------------------------------------- | ----------------------------------------------------------------- | ----------------------------------------------------------------- | ----------------------------------------------------------------- | ----------------------------------------------------------------- | ----------------------------------------------------------------- | ----------------------------------------------------------------- | ----------------------------------------------------------------- | ----------------------------------------------------------------- | ----------------------------------------------------------------- | ----------------------------------------------------------------- | ----------------------------------------------------------------- | ----------------------------------------------------------------- | ----------------------------------------------------------------- |
| Nummer                                                            | 37                                                                | 28                                                                | 13                                                                | 7                                                                 | 5                                                                 | 4                                                                 | 2                                                                 | 1                                                                 | 1                                                                 | 1                                                                 | 1                                                                 | 1                                                                 | 3                                                                 | 3                                                                 | 3                                                                 | 8                                                                 | 9                                                                 | 15                                                                | 21                                                                | 25                                                                | 30                                                                | 43                                                                | 48                                                                | uit                                                               |

### Mega Top 100
| Nummer | 80 | 50 | 38 | 34 | 22 | 19 | 20 | 23 | 27 | 30 | 35 | 43 | 46 | 51 | 49 | 68 | 79 | uit |

### Nederlandse Top 40
Hitnotering 1999: totaal 9 weken. Hoogste notering: #17.